# NGC 570
NGC 570 is een balkspiraalstelsel (SBa) in het sterrenbeeld Walvis. Het hemelobject werd op 31 oktober 1867 ontdekt door George Mary Searle.

## Synoniemen
- PGC 5539
- UGC 1061
- MCG 0-4-162
- ZWG 385.159